# Monzonia sanmarcosana
Monzonia sanmarcosana är en skalbaggsart som beskrevs av Giesbert 1998. Monzonia sanmarcosana ingår i släktet Monzonia och familjen långhorningar.
Artens utbredningsområde är Guatemala. Inga underarter finns listade i Catalogue of Life.